# 上田洸太朗
上田 洸太朗（うえだ こうたろう、2002年9月6日 - ）は、富山県西礪波郡福岡町（現：高岡市）出身の元プロ野球選手（投手）。左投左打。

## 経歴

### プロ入り前
高岡市立福岡小学校3年時に福岡ヤングホークスで野球を始める。高岡市立福岡中学校時代は高岡ボーイズに所属し、2017年の世界少年野球大会では日本代表に選出され世界一を経験した。
プロに行きたい一心で、地元を離れ愛知県の享栄高等学校へ進学すると、1年時の夏からベンチ入りし2年時の秋よりエースとして活躍。冬には愛知県高校野球選抜チームの台湾遠征メンバーに選出され、3年時の春には第92回選抜高等学校野球大会に出場予定であった大阪桐蔭高等学校との練習試合で、4安打完封という結果を残し注目される。夏季愛知県高校野球大会では、初戦の名古屋大谷高等学校戦で先発し7回4安打1失点（自責0）11奪三振の活躍を見せるも、3回戦の愛知産業大学工業高等学校（現 名古屋たちばな）戦では6回に投球が崩れてしまい敗退した。8月に開催されたプロ志望高校生合同練習会では、後にドラフト会議で共に指名される福島章太らを相手に投げ、打者5人に対し1被安打2奪三振無四球の結果を残した。1学年後輩に竹山日向と菊田翔友がいる。
2020年のプロ野球ドラフト会議では、中日ドラゴンズから育成2位指名を受け、12月4日に支度金200万円、年俸300万円で仮契約を結んだ。背番号は203。

### 中日時代
2022年5月7日に支配下選手になることが発表され、9日に登録された。背番号は67。同月12日の東京ヤクルトスワローズ戦で一軍デビュー戦を先発投手として登板。5回3失点で切り抜けるも、1-3で敗れ敗戦投手に終わった。その後は好投を続けても打線の援護や巡り合わせに恵まれず4つの黒星を喫したが、9月8日の対広島東洋カープ戦を6回無失点に抑え初勝利を記録した。しかし、同月29日にチームの規律違反のため、謹慎処分を受けた（違反内容については公表されていない）。10月10日から始まった秋季全体練習に参加しチーム復帰が許された。
2023年は、キャンプから二軍スタートとなるが、5月31日に一軍に昇格。一軍では13試合に中継ぎとして登板し、防御率4.50という成績だった。シーズン終了後はドミニカ共和国のウィンターリーグに派遣され、中継ぎとして3試合に登板し無失点の成績を残していたが、先発登板の機会が無かったために11月15日に帰国し、11月25日から台湾で開催されたアジア・ウィンター・ベースボールリーグに参加した。
2024年は、二軍で9試合の登板で2勝4敗、防御率4.81の成績にとどまり、一軍での登板はなかった。10月8日に戦力外通告を受けた。現役続行を希望し、12球団合同トライアウトを受けた。

## 選手としての特徴
最速143km/hのストレートとスライダーが武器で、その他にはカットボール、カーブ、チェンジアップを投げる。クロスファイアのストレートは、球速のわりに打者からは速く感じられる。
五十嵐亮太は上田について「緩急をうまく使えて、腕の振りがムチのようにしなやか」「打者はまっすぐに差し込まれ、変化球は前に出てしまうという感じでタイミングが取りづらい」と評した。

## 人物
目標とする選手は大野雄大で、菊池雄星を尊敬している。
高校2年時の台湾遠征では、自身と同じく2020年のドラフト会議で指名された髙橋宏斗、中山礼都、中川拓真と共にプレーした。

## 詳細情報

### 年度別投手成績
| 年 度     | 球 団     | 登 板 | 先 発 | 完 投 | 完 封 | 無 四 球 | 勝 利 | 敗 戦 | セ 丨 ブ | ホ 丨 ル ド | 勝 率 | 打 者 | 投 球 回 | 被 安 打 | 被 本 塁 打 | 与 四 球 | 敬 遠 | 与 死 球 | 奪 三 振 | 暴 投 | ボ 丨 ク | 失 点 | 自 責 点 | 防 御 率 | W H I P |
| --------- | --------- | ----- | ----- | ----- | ----- | -------- | ----- | ----- | -------- | ----------- | ----- | ----- | -------- | -------- | ----------- | -------- | ----- | -------- | -------- | ----- | -------- | ----- | -------- | -------- | ------- |
| 2022      | 中日      | 8     | 8     | 0     | 0     | 0        | 1     | 5     | 0        | 0           | .167  | 169   | 41.1     | 34       | 2           | 17       | 1     | 3        | 33       | 1     | 0        | 15    | 13       | 2.83     | 1.23    |
| 2023      | 中日      | 13    | 0     | 0     | 0     | 0        | 0     | 0     | 0        | 0           | ----  | 93    | 20.0     | 22       | 0           | 9        | 0     | 0        | 15       | 0     | 0        | 13    | 10       | 4.50     | 1.55    |
| 通算：2年 | 通算：2年 | 21    | 8     | 0     | 0     | 0        | 1     | 5     | 0        | 0           | .167  | 262   | 61.1     | 56       | 2           | 26       | 1     | 3        | 48       | 1     | 0        | 28    | 23       | 3.38     | 1.34    |

- 2023年度シーズン終了時

### 年度別守備成績
| 年 度 | 球 団 | 投手  | 投手  | 投手  | 投手  | 投手  | 投手     |
| 年 度 | 球 団 | 試 合 | 刺 殺 | 補 殺 | 失 策 | 併 殺 | 守 備 率 |
| ----- | ----- | ----- | ----- | ----- | ----- | ----- | -------- |
| 2022  | 中日  | 8     | 1     | 2     | 1     | 0     | .750     |
| 2023  | 中日  | 13    | 1     | 4     | 0     | 0     | 1.000    |
| 通算  | 通算  | 21    | 2     | 6     | 1     | 0     | .889     |

- 2023年度シーズン終了時

### 記録
初記録
投手記録
- 初登板、初先発登板：2022年5月12日、対東京ヤクルトスワローズ8回戦（明治神宮野球場）、5回3失点で敗戦投手
- 初奪三振：同上、1回裏に村上宗隆から空振り三振
- 初勝利・初先発勝利：2022年9月8日、対広島東洋カープ23回戦（バンテリンドーム ナゴヤ）、6回無失点

打撃記録
- 初打席：2022年5月12日、対東京ヤクルトスワローズ8回戦（明治神宮野球場）、2回表に高梨裕稔から見逃し三振

### 背番号
- 203（2021年[11] - 2022年5月8日）
- 67（2022年5月9日[12] - 2024年）